# Planta de energía nuclear Three Mile Island
La central nuclear de Three Mile Island (TMI; en inglés, Three Mile Island Nuclear Generating Station) es una central nuclear civil situada en la isla artificial de Three Mile Island, en el río Susquehanna, cerca de Harrisburg, Pensilvania, Estados Unidos. Inicialmente contaba con dos reactores de agua presurizada (TMI-1 y TMI-2), pero después de que el TMI-2 sufriera una fusión en 1979, su núcleo fue retirado del emplazamiento.

## Historia
La planta fue construida inicialmente por General Public Utilities Corporation, posteriormente redenominada GPU Inc., ocupándose de su funcionamiento Metropolitan Edison Company (Met-Ed), una subsidiaria de GPU. Como consecuencia del accidente del TMI-2, la planta fue transferida, tanto la propiedad como su funcionamiento a una nueva compañía subsidiaria, GPU Nuclear (GPUN). GPUN siguió haciendo funcionar la Unidad 1 hasta que en 1998 la vendió a AmerGen Energy Corporation, una joint venture de Philadelphia Electric Company Energy Inc. (PECO Energy) y British Energy Group Plc. La participación de PECO en AmerGen fue heredada por Exelon Corporation en 2000, cuando está compañía se fundó con la fusión de PECO y Unicom Corporation. Exelon adquirió la participación de British Energy en AmerGen en 2003, y transfirió la propiedad directa de la planta y su funcionamiento a la unidad de negocios de Exelon Nuclear. 
La dañada y desactivada Unidad 2 continuó en propiedad de GPU hasta 2001, cuando GPU fue comprada y absorbida por First Energy Corporation. First Energy sigue teniendo la propiedad de TMI-2, pero ha subcontratado el mantenimiento y gestión del emplazamiento a AmerGen Energy de 2001 a 2003, y a Exelon Nuclear desde 2003. 
En octubre del 2009 la Governmental Nuclear Regulatory Commission (NRC) de los Estados Unidos, autorizó la renovación de su licencia de explotación hasta el 19 de abril de 2034.

## Unidades

Esquema de la unidad 2 de TMI.

### Unidad Uno
TMI-1 es un reactor de agua presurizada de 816 Mwe suministrado por Babcock and Wilcox. Entró en funcionamiento el 19 de abril de 1974. Cuando el TMI-2 padeció su fusión en 1979, TMI-1 estaba desconectada para repostar combustible. Volvió a entrar en funcionamiento seis años después, en octubre de 1985, y entonces, se  autorizó a funcionar hasta el 19 de abril de 2014,
después de una serie de verificaciones técnicas, legales y reglamentarias. En 2003, TMI-1 generó 6 197 031 MW·h de electricidad con un factor de capacidad del 86.5 %.

### Unidad Dos
El reactor TMI-2 también fue suministrado por Babcock and Wilcox, y entró en funcionamiento en diciembre de 1978. Estuvo en funcionamiento sólo 90 días antes de que fuera afectado por un grave accidente de pérdida de refrigerante que causó una fusión parcial del núcleo del reactor el 28 de marzo de 1979. Este accidente nuclear fue el más grave registrado hasta el de Chernóbil, se presentaron consecuencias de salud para los residentes circundantes de la zona a lo largo de los años debido a la expulsión a la atmósfera de 15 millones de curios, también hubo grandes consecuencias en la percepción de la energía nuclear y en el diseño de los reactores nucleares de tercera generación.